# Nephesa completa
Nephesa completa är en insektsart som först beskrevs av Walker 1851.  Nephesa completa ingår i släktet Nephesa och familjen Flatidae. Inga underarter finns listade i Catalogue of Life.